# Corinne Calvet
Pour les articles homonymes, voir Calvet.
Corinne Dibos, dite Corinne Calvet, est une actrice française, née le 30 avril 1925 à Paris et morte le 23 juin 2001 à Santa Monica.

## Biographie
Née dans une riche famille parisienne, elle est, avec Leslie Caron, la Française ayant le plus tourné à Hollywood.
Son âge d'or se situe dans les années 1950. Elle est une des stars européennes mises en avant par les studios d'Hollywood pour conquérir le marché international. Après des études de droit à la Sorbonne, elle fait du cinéma. Son premier film outre-atlantique (Rope of Sand 1949) avec Burt Lancaster est aussi le plus grand : il lance sa carrière et la propulse sur les devants de la scène faisant d'elle une star. Sur le tournage elle fait la rencontre de John Bromfield avec qui elle se marie. Plus tard elle affirmera qu'il s'agissait d'un mariage arrangé par les studios, elle divorce (1953) à cause de "l'addiction de Bromfield pour le sexe". Elle tourne avec les plus grands : Dean Martin, Jerry Lewis, John Ford. Elle joue souvent une Française.
En 1952, elle intente un procès à l'actrice Zsa Zsa Gabor qui faisait circuler des rumeurs sur la fausseté de son origine française. En 1955, elle est naturalisée américaine.
Elle tourne ensuite quelques séries TV dans les années 1960 et revient épisodiquement au cinéma jusque dans les années 1980. Elle met entre parenthèses sa carrière au cinéma, se plaignant de ne recevoir que des propositions de rôles sexués, et se lance également dans la peinture dans les années 1960.
En 1966, elle épouse le producteur Albert C. Gannaway à Las Vegas. Le mariage dure une semaine. En 1967, elle se marie au producteur Robert J. Wirt, ils divorcent l'année suivante.
En 1967, le millionnaire Donald Scott l'accuse de l'avoir vaudouisé, cela donne lieu à deux semaines de procès à sensation sur fonds d'affaires d'argent. Elle publie ses mémoires (Has Corinne Been a Good Girl?) en 1983 dans lesquels elle fustige Hollywood de l'avoir mal utilisée. Elle meurt d'une hémorragie cérébrale à l'âge de 76 ans, après une vie de scandales et de star à Los Angeles en 2001. Elle a eu en 1956 un fils, Robin John, avec l'acteur Jeffrey Stone. Avec Jeffrey Stone, elle adopte un autre fils, Michael. Seul Michael lui survit. Elle fut mariée et divorcée 4 fois.

## Filmographie

### Cinéma
- 1945 : La Part de l'ombre de Jean Delannoy
- 1946 : Pétrus de Marc Allégret : Liliane
- 1946 : Nous ne sommes pas mariés de Bernard Roland : Le modèle
- 1947 : Le Château de la dernière chance de Jean-Paul Paulin : Mme Tritonel
- 1949 : La Corde de sable (Rope of Sand) de William Dieterle : Mademoiselle Suzanne Renaud aka Aniseneletette Duringreaud
- 1950 : Planqué malgré lui (When Willie Comes Marching Home) de John Ford : Yvonne
- 1950 : Irma à Hollywood (My Friend Irma Goes West) de Hal Walker : Yvonne Yvonne
- 1951 : Québec de George Templeton : Mme. Stephanie Durossac
- 1951 : Sur la Riviera (On the Riviera) de Walter Lang : Colette
- 1951 : Pékin Express (Peking Express) de William Dieterle : Danielle Grenier
- 1952 : La Polka des marins (Sailor Beware) de Hal Walker : Corinne Calvet
- 1952 : Deux Durs à cuire (What Price Glory) de John Ford : Charmaine
- 1952 : Tonnerre sur le temple (Thunder in the East) de Charles Vidor : Lizette Damon
- 1953 : La Rivière de la poudre (Powder River) de Louis King : Frenchie
- 1953 : Vol sur Tanger (Flight to Tangier) de Charles Marquis Warren : Nicki
- 1954 : Operazione notte de Giuseppe Bennati
- 1954 : Je suis un aventurier (The Far Country) d'Anthony Mann : Renee Vallon
- 1954 : Bonnes à tuer d'Henri Decoin : Véra Volpone
- 1955 : Les Jeunes Filles de San Frediano (Le Ragazze di San Frediano) de Valerio Zurlini : Bice
- 1955 : So This Is Paris de Richard Quine : Suzanne Sorel
- 1955 : Napoléon de Sacha Guitry : Mme Récamier (scènes coupées au montage)
- 1955 : Les Aventures et les Amours de Casanova (Le avventure di Giacomo Casanova)  de Steno : Louse de Châtillon
- 1959 : Les Pillards de la prairie  d'Albert Gannaway : Kathy Martin
- 1960 : Bluebeard's Ten Honeymoons de W. Lee Wilder : Odette
- 1962 : Aventures de jeunesse (Hemingway's Adventures of a Young Man) de Martin Ritt : Contessa
- 1966 : Apache Uprising de R.G Sprindsteen : Janice MacKenzie
- 1970 : Pound de Robert Downey Sr
- 1977 : Samantha, une nana explosive (Too Hot to Handle) de Don Schain : Madame Ruanda
- 1980 : Dr. Heckyl and Mr. Hype de Charles B. Griffith: Pizelle Puree
- 1982 : L'Épée sauvage (The Sword and the Sorcerer) d'Albert Pyun
- 1988 : Side Roads de Bill Bordy : Maria Champlain

### Télévision
- 1974 : The Phantom of Hollywood (TV) : Mrs. Wickes
- 1979 : Terreur à bord (The French Atlantic Affair) (feuilleton TV) : Madame Brouchard
- 1979 : She's Dressed to Kill (TV) : Colette
- 1980 : Pour l'amour du risque (série TV) : Pauline Simone
- 1987 : Hôpital central (General Hospital) (série TV) : Yvonne Rousseau